# Le Touquet-Paris-Plage
Le Touquet-Paris-Plage egy település Franciaországban, Pas-de-Calais megyében. Lakosainak száma 4223 fő (2022. január 1.). Le Touquet-Paris-Plage Cucq és Étaples községekkel határos.

## Népesség
A település népességének változása:
| Lakosok száma | 4285 | 4487 | 4223 | 4229 | 4227 | 4226 | 4213 | 4223 |
|               | 2015 | 2016 | 2017 | 2018 | 2019 | 2020 | 2021 | 2022 |